# Drogheda
Drogheda (în irlandeză Droichead Átha, care înseamnă „pod la vad”) este unul dintre cele mai vechi orașe din Irlanda. Este situat în cea mi mare parte în provincia Louth, dar partea sudică se află în provincia Meath pe coridorul Dublin – Belfast de pe coasta de est a Irlandei. Drogheda are o populație de aproximativ 41.000 de locuitori (2016), ceea ce o face a unsprezecea cea mai mare așezare din punctul de vedere al populației din toată Irlanda. Este ultimul punct de legătură pe râul Boyne înainte de a se vărsa în Marea Irlandei. 
Drogheda a fost fondată ca două orașe administrate separat pe două teritorii diferite: Drogheda-in-Meath și Drogheda-in-Oriel. Divizarea a provenit de la granița din secolul al XII-lea dintre două regate irlandeze, colonizate de interese normande diferite, la fel cum râul Boyne continuă să împartă orașul între diocezele Armagh și Meath. În 1412, aceste două orașe s-au unit, iar Drogheda a devenit un „Corporate County”, denumit „County of the Town of Drogheda”. Drogheda a continuat să existe ca reședință de comitat până la înființarea consiliilor comitatelor prin adoptarea Legii guvernării locale din Irlanda din 1898, care a făcut ca toată Drogheda, inclusiv o mare suprafață la sud de Boyne, să devină parte dintr-un comitat extins numit Louth. Odată cu trecerea Ordinului provizoriu în privința limitelor, provincia Louth a devenit din nou mai mare în detrimentul provinciei Meath. Granița a fost modificată în 1994 prin Regulamentele Guvernului Local din 1994. 